# Federico Seismit-Doda

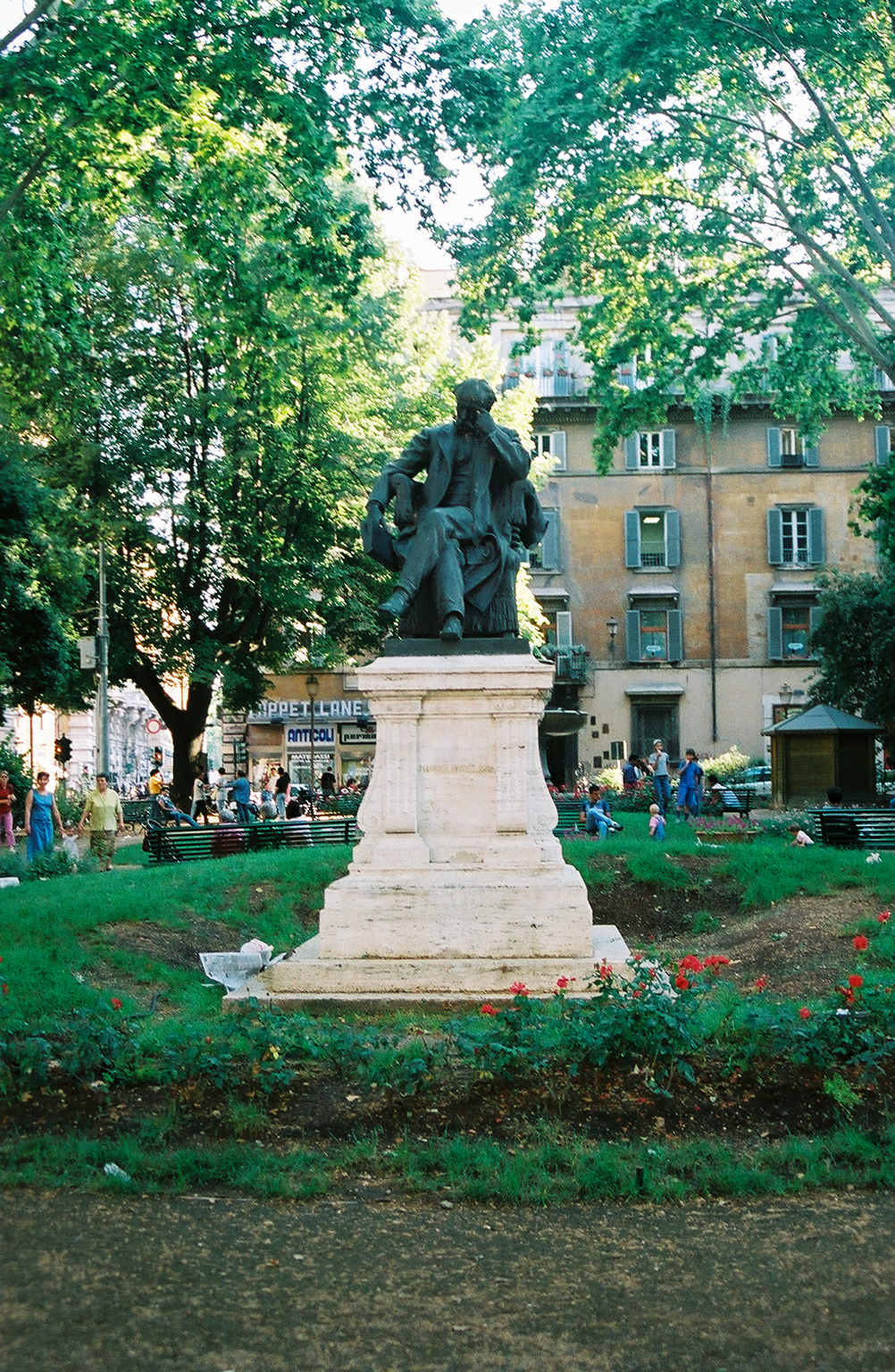
Monumento a Federico Seismit-Doda a Roma, in piazza Benedetto Cairoli, opera di Eugenio Maccagnani (1906)

Domenico Federico Seismit-Doda (Ragusa di Dalmazia, 1º ottobre 1825 – Roma, 8 maggio 1893) è stato un patriota e politico italiano.

## Biografia
Nato da un'agiata famiglia veneta nella Dalmazia austriaca voluta dal Congresso di Vienna (1815), il padre Dionisio Seismit era un avvocato di Spalato, fervente patriota così come la madre Angela Doda, intellettuale della borghesia zaratina, particolarmente amata dai figli che vollero aggiungere il suo cognome a quello paterno. Trascorse gli anni della formazione scolastica in vari istituti di Venezia, Spalato e Zara, dove si licenziò in filosofia, e nel 1843 si trasferì all'Università degli Studi di Padova per seguire le orme paterne studiando legge. Qui in realtà si occupò di poesia e teatro, fu tra i collaboratori del periodico culturale Caffè Pedrocchi e, sospettato dalla polizia austriaca per i suoi scritti, per le relazioni con i patrioti Daniele Manin e Niccolò Tommaseo e per le agitazioni seguite all'elezione del "papa liberale" Pio IX, sul finire del 1847 fu arrestato a Venezia e poi "confinato" a Trieste.
Subito dopo la morte di Seismit-Doda si formò il comitato promotore per l'erezione di un monumento in suo onore; ne fecero parte, tra gli altri, Giuseppe Zanardelli e Guido Baccelli. Nel 1903 il comune di Roma ne autorizzò la sistemazione in piazza Benedetto Cairoli, ma il provvedimento fu lasciato decadere a causa delle tensioni internazionali sorte intorno alle idee irredentiste di Seismit-Doda, particolarmente imbarazzanti da quando l’Italia aveva stipulato la Triplice alleanza (1882) con Austria e Germania. La statua in bronzo e il piedistallo in travertino erano già pronte nel 1906 (stando alla data che infatti vi è incisa), ma soltanto il 18 luglio 1918 (sul finire della prima guerra mondiale, dopo il fallimento dell'avanzata austriaca sul Piave del 15-22 giugno 1918) ne fu riapprovata l'installazione nei giardini di piazza Cairoli, che avvenne nottetempo, senza alcuna cerimonia, nel marzo 1919.

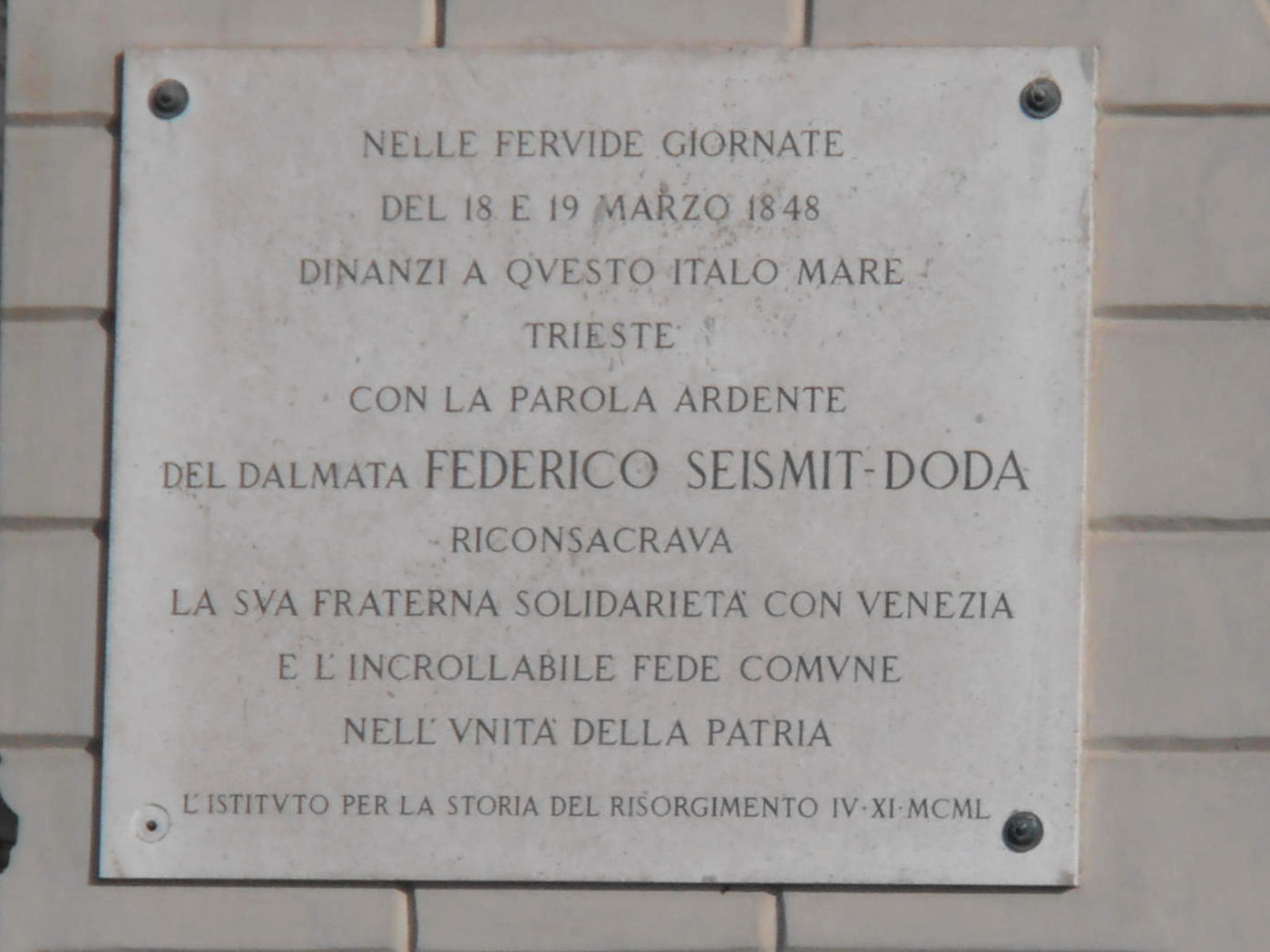
Lapide in memoria di Federico Seismit-Doda sulla facciata (lato mare) del Teatro Giuseppe Verdi a Trieste.

Federico Seismit-Doda vi è rappresentato seduto, in atteggiamento pensoso, e sul basamento è incisa la scritta: «Sui campi di battaglia / in Parlamento / nei consigli della Corona e del Comune / strenuo propugnatore di libertà / e di patria grandezza».
Di fede repubblicana e mazziniana, partecipò alla prima guerra d'indipendenza contribuendo all'insurrezione di Venezia, combattendo contro gli austriaci a Treviso e Vicenza (avrebbe poi ricordato questi eventi nel volume autobiografico I volontarii veneziani) e perorando la causa a Milano, Lugano, Parigi, in Belgio, con tale impegno che, «esclusi dal nemico rioccupante la debellante Venezia soli Quaranta cittadini dall'amnistia, fra i Quaranta fu compreso anche questo giovinetto di ventiquattr'anni!» Riparò allora con altri esuli in Toscana, dove collaborò al quotidiano fiorentino L'Alba, e nel 1849 fu tra i difensori della Repubblica Romana, a Porta San Pancrazio al fianco di Giuseppe Garibaldi.
Riprese poi per vari anni la vita da esule, dapprima in Grecia e dal marzo 1850 in Piemonte, a Torino, dove si unì in matrimonio con Bianca da Camino, sua fedele compagna sin dagli anni del confinamento a Trieste, collaborò a vari giornali e riviste come La Concordia, il Progresso e il Diritto, finché, grazie agli amici triestini, non venne assunto dall'impresa di assicurazioni RAS, che gli garantì un impiego dirigenziale insieme alla tranquillità economica. Sul piano politico rimase a lungo appartato, mentre nel frattempo andava maturando, come del resto molti altri patrioti di fede mazziniana o repubblicana (da Garibaldi a Manin e Tommaseo), l'accettazione dell'idea di un'Italia unita sotto la guida di Casa Savoia. Per ragioni di salute non poté tuttavia partecipare alla seconda guerra per l'indipendenza, cui invece prese parte, e con onore, il fratello Luigi. Massone, membro della loggia La Concordia di Firenze, nel 1863 fu tra i fondatori della loggia Bandiera e Moro di Firenze e ne fu il primo maestro venerabile. Di fronte al mancato completamento dell'unità italiana (per l'assenza di Roma e di tutto il Veneto fino alla Dalmazia), decise di farsi propugnatore politico di tale diffusa aspirazione entrando in Parlamento. Eletto deputato nel 1865 nel collegio di Comacchio, e dal 1882 in quello di Udine, fu sempre riconfermato tra gli esponenti della Sinistra storica (quella degli amici di gioventù Depretis, Crispi, Cairoli e Zanardelli) fino alla morte, risultando sempre rieletto per quasi trent'anni.
Nella veste di deputato si occupò prevalentemente di questioni finanziarie, tra le quali grande risonanza ebbe una sua interpellanza del 1868 da cui prese avvio una vera e propria "inchiesta sul corso forzoso" della moneta cartacea, in cui intervennero i più illustri nomi della finanza italiana del tempo. A partire poi dal 1876, quando la cosiddetta "rivoluzione parlamentare" portò al governo gli uomini della sinistra, anche al Seismit-Doda vennero affidati importanti incarichi pubblici: sottosegretario alle finanze nel primo governo Depretis (1876-1877), nel 1878 divenne ministro delle finanze nel governo Cairoli I, con l'interim del tesoro, e favorì la progressiva abolizione della tassa sul macinato (che pochi anni prima aveva innescato la caduta della Destra storica) e una più equa distribuzione del gravame tributario. Dopo l'annessione di Roma al Regno d'Italia, era stato anche eletto per ben quattro mandati alla carica di consigliere comunale nella capitale; e così, caduto il primo governo Cairoli, accettò l'assessorato alle finanze nella giunta capitolina.
Nel marzo 1889 tornò di nuovo al ministero delle finanze col secondo governo Crispi, e il suo primo provvedimento fu un disegno di legge che, introducendo le tariffe differenziali, riformava il confuso regime doganale italiano, figlio dei diversi regolamenti dei vari stati preunitari. Tuttavia, i ben noti sentimenti irredentisti del Seismit-Doda cozzavano contro la politica del Crispi, che, sostenitore invece della triplice alleanza con Austria e Germania, aveva ordinato lo scioglimento dei vari comitati irredentisti e la proibizione di ogni loro manifestazione. Il dissidio esplose nel settembre 1890, quando il Seismit-Doda, partecipando a un banchetto indetto in suo onore a Udine, manifestò un tacito appoggio alla causa degl'italiani viventi in Dalmazia e nelle altre "terre irredente". Appresa la notizia, Crispi telegrafò al ministro invitandolo a lasciare l'esecutivo per incompatibilità politica. Seismit-Doda cercò di resistere, fidando forse nell'amicizia personale col re Umberto I di Savoia, ma Crispi, dopo un accalorato colloquio col sovrano, ne ottenne l'esonero per decreto regio il 14 settembre. Il suo posto fu così preso da Giovanni Giolitti.
Tre anni dopo, affranto per la morte del fratello Luigi e della moglie Bianca, malato, stanco e ancora risentito con Crispi, morì a Roma, dove venne sepolto nel cimitero del Verano, nell'area detta Pincetto.